# Time Waits for No One: Anthology 1971-1977
Time Waits for No One: Anthology 1971–1977 è un album raccolta del gruppo rock britannico The Rolling Stones, pubblicato nel 1979 (tranne che negli Stati Uniti d'America). Il disco copre il periodo da Sticky Fingers (1971) a Love You Live (1977). Solamente due dei dieci lati A dei singoli del periodo sono inclusi in questa compilation, Angie e Fool to Cry.

## Tracce
- Tutte le canzoni sono scritte da Jagger/Richards tranne dove indicato.

Lato 1
1. Time Waits for No One ;– 6:39
2. Bitch – 3:37
3. All Down the Line – 3:48
4. Dancing with Mr. D – 4:52
5. Angie – 4:33

Lato 2
1. Star Star – 4:26
2. If You Can't Rock Me/Get Off of My Cloud (live) – 4:56
3. Hand of Fate – 4:28
4. Crazy Mama – 4:34
5. Fool to Cry – 5:04